# Le Nouveau Tom Sawyer
Le Nouveau Tom Sawyer (南国トムソーヤ, Nangoku tomusōya) est un seinen manga de UME, duo composé de Takahiro Ozawa et Asako Seo, prépublié entre avril 2011 et juin 2014 dans le magazine Monthly Comic @Bunch, et publié par l'éditeur Shinchōsha en trois volumes reliés sortis entre juillet 2012 et juillet 2014. La version française est éditée par Komikku Éditions en trois tomes sortis entre juin 2014 et janvier 2015.

## Personnages
Modèle:Chiharu Kano Rindo Nami Yonaminé

## Analyse

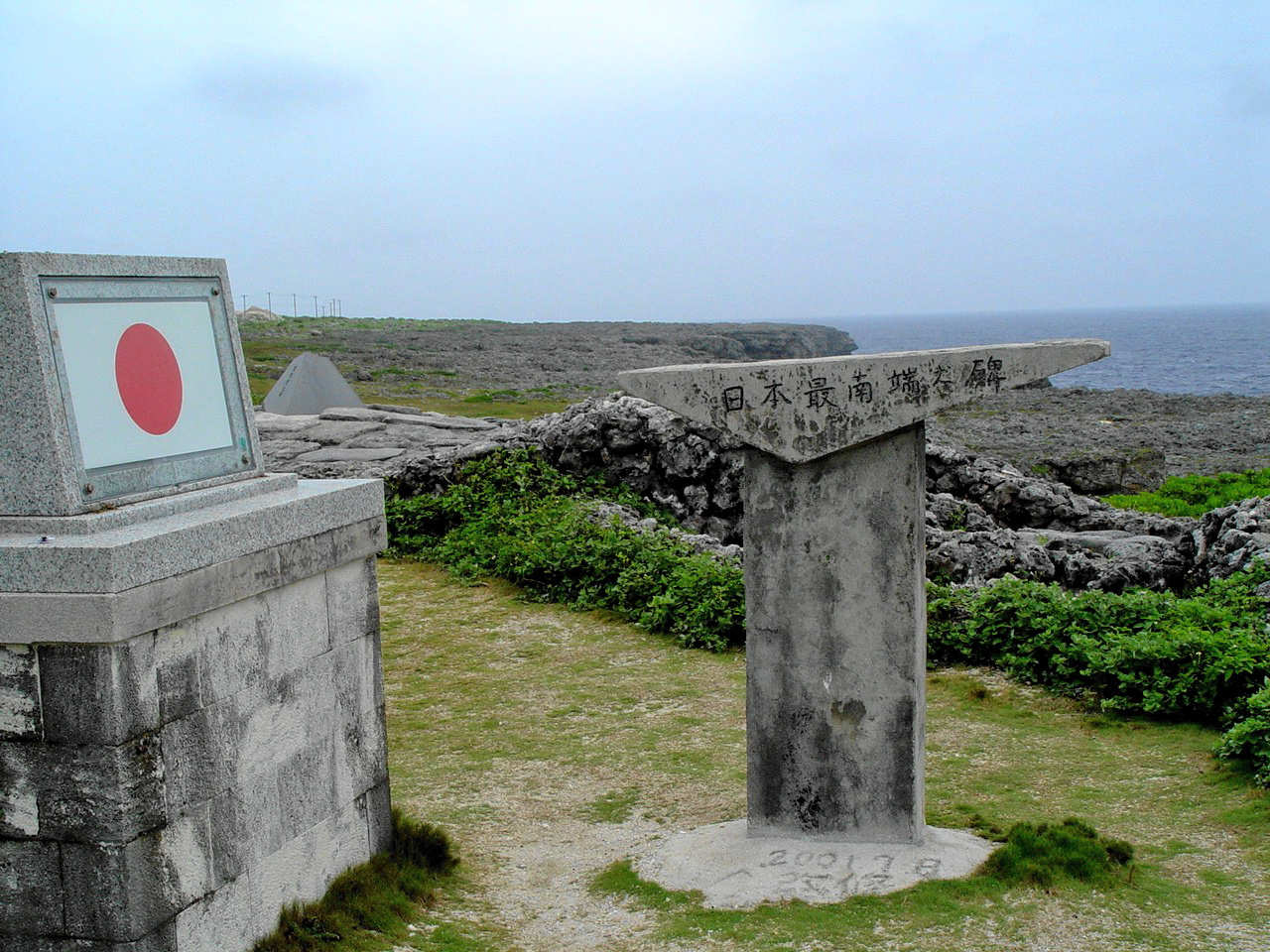
Monument au point le plus haut au sud du Japon sur l'île d'Hateruma.

L'histoire se déroule sur l'île fictive d'Hatena-jima, inspirée de l'île d'Hateruma-jima sur l'archipel d'Yaeyama, située à l'extrême sud-ouest du Japon.
Le titre du manga, en plus de faire référence au roman de Mark Twain, Les Aventures de Tom Sawyer, pourrait évoquer le « syndrome de Tom Sawyer », qui désigne une opposition à tout changement plus forte chez les habitants non-originaires du lieu menacé que chez les indigènes.

## Liste des volumes
| no | Japonais       | Japonais          | Français        | Français          |
| no | Date de sortie | ISBN              | Date de sortie  | ISBN              |
| --- | -------------- | ----------------- | --------------- | ----------------- |
| 1 | 9 juillet 2012 | 978-4-10-771669-9 | 26 juin 2014    | 979-10-91610-51-3 |
| Liste des chapitres : - Chapitre 1 : Plus loin que quiconque - Chapitre 2 : Donna donna - Chapitre 3 : Qu'est-ce que tu cherches ? - Chapitre 4 : Beach Boys - Chapitre 5 : Shang Shang Typhoon - Chapitre 6 : Hangover - Chapitre 7 : Fishmans - Chapitre 8 : Footloose (1) - Chapitre 9 : Footloose (2) - Chapitre 10 : Footloose (3) - Chapitre 11 : Footloose (4) - Chapitre 12 : Niraï kanaï                |                |                   |                 |                   |
| 2 | 9 juillet 2013 | 978-4-10-771711-5 | 9 octobre 2014  | 979-10-91610-73-5 |
| Liste des chapitres : - Chapitre 13 : La femme venue du continent - Chapitre 14 : Fleurs dorées - Chapitre 15 : Chanson pour un ami - Chapitre 16 : Fausses prédictions - Chapitre 17 : Le boogie des emplettes - Chapitre 18 : Mirage hotel - Chapitre 19 : Ciel bleu et chat noir - Chapitre 20 : Après le typhon - Chapitre 21 : Une carte s'il vous plaît - Chapitre 22 : Le puits aux étoiles - Bonus track |                |                   |                 |                   |
| 3 | 9 juillet 2014 | 978-4-10-771758-0 | 29 janvier 2015 | 979-10-91610-86-5 |
| Liste des chapitres : - Chapitre 23 : La belle au bois dormant - Chapitre 24 : Berceuse - Chapitre 25 : Route to roots - Chapitre 26 : Le chant de l'oiseau - Chapitre 27 : En te portant - Chapitre 28 : La forêt des souvenirs - Chapitre 29 : Labyrinth labyrinthos - Chapitre 30 : The wall - Chapitre 31 : Lost children - Chapitre 32 : Laisse le vent te porter - Postface                                |                |                   |                 |                   |

## Réception
En France, le premier tome est considéré par 9emeart.fr comme « plaisant à lire » : « Avec l'histoire d'un tokyoïte débarquant dans une petite île japonaise, on pense forcément à Barakamon. Et si le ton, le rythme, et les thèmes abordés dans ce manga sont bien différents, on retrouve en tout cas cette manière très douce, un peu contemplative, de mettre en place l'histoire, et ce regard affectueux sur la campagne japonaise ». Pour Frederico Anzalone de BoDoï, « plus proche, en fait, d'un mélange entre Silver Spoon et Amanchu! que des Aventures de Tom Sawyer – le lien tiendrait plutôt aux symboles d'indépendance et de sincérité de l'enfance –, la série d'UME est une plongée couleur turquoise, revigorante, dans un espace inédit de la culture japonaise. Entre folklore, raies manta et quotidien insulaire, les auteurs de Tokyo Toybox nous instruisent, nous présentent les bonheurs et difficultés d'un peuple qui connaît les plus beaux chiffres du thermomètre, avec beaucoup d'humour, de bienveillance et de justesse dans les rapports humains ».

### Édition japonaise
Shinchōsha
1. 1 2  (ja) « Tome 1 »
2. 1 2  (ja) « Tome 2 »
3. 1 2  (ja) « Tome 3 »

### Édition française
Komikku
1. 1 2  « Tome 1 », sur manga-news.com
2. 1 2  « Tome 2 », sur manga-news.com
3. 1 2  « Tome 3 », sur manga-news.com